# Альфа-система подкрепления
А́льфа-систе́ма подкрепле́ния — система подкрепления, при которой веса всех активных связей {\displaystyle c_{ij}}, которые оканчиваются на некотором элементе {\displaystyle u_{j}}, изменяются на одинаковую величину {\displaystyle \Delta v_{ij}(t)=\eta }, или с постоянной скоростью в течение всего времени действия подкрепления, причём веса неактивных связей за это время не изменяются. Перцептрон, в котором используется α-система подкрепления, называется α-перцептроном. Подкрепление называется дискретным, если величина изменения веса является фиксированной, и непрерывным, если эта величина может принимать произвольное значение.